# Triraphis pullus
Triraphis pullus är en stekelart som beskrevs av Papp 1995. Triraphis pullus ingår i släktet Triraphis och familjen bracksteklar. Inga underarter finns listade i Catalogue of Life.